# PGC 3998045
LEDA/PGC 3998045 ist eine linsenförmige Galaxie vom Hubble-Typ SB0 im Sternbild Löwe auf der Ekliptik. Sie ist schätzungsweise 99 Millionen Lichtjahre von der Milchstraße entfernt.

Im selben Himmelsareal befinden sich u. a. die Galaxien NGC 2894, NGC 2906, IC 540.